# (175639) 2007 UC51
(175639) 2007 UC51 es un asteroide perteneciente al cinturón de asteroides, descubierto el 24 de octubre de 2007 por el equipo del Mount Lemmon Survey desde el Observatorio del Monte Lemmon, Arizona, Estados Unidos.

## Designación y nombre
Designado provisionalmente como 2007 UC51.

## Características orbitales
(175639) 2007 UC51 está situado a una distancia media del Sol de 2,337 ua, pudiendo alejarse hasta 2,794 ua y acercarse hasta 1,880 ua. Su excentricidad es 0,196 y la inclinación orbital 6,864 grados. Emplea 1304,84 días en completar una órbita alrededor del Sol.

## Características físicas
La magnitud absoluta de (175639) 2007 UC51 es 17,19.